# Piper albopilosum
Piper albopilosum är en pepparväxtart som beskrevs av Truman George Yuncker. Piper albopilosum ingår i släktet Piper och familjen pepparväxter. Inga underarter finns listade i Catalogue of Life.